# Oran (oraș)
Oran (în arabă وهران, Wahrān), supranumit « radiosul » (în arabă الباهية, el-Bāhia), este al doilea cel mai mare oraș al Algeriei și unul dintre cele mai importante din Maghreb, port la Marea Mediterană. Este reședința  provinciei  Oran.

## Personalități legate de Oran
- Albert Camus (1913 - 1960) a avut lungi sejururi la Oran, care i-a servit de cadru romanului său Ciuma;
- Emmanuel Roblès (1914 - 1995), scriitor;
- Yves Saint-Laurent (1936 - 2008), creator francez de modă, născut aici;
- Hélène Cixous (n. 1937), scriitoare, feministă;
- Jean-François Mattéi (1941 - 2014), filozof;
- Nicole Garcia (n. 1946), actriță, regizoare, scenaristă franceză;
- Alain Chabat (n. 1958), actor, regizor, scenarist, producător, umorist, prezentator de televiziune francez.